# Morgan Plus Four
Morgan Plus Four — родстер, выпускающийся с 2020 года британской компанией Morgan. Пришёл на смену Morgan +4, выпускавшемуся с перерывами в период с 1950 по 2020 год.
Автомобиль планировалось представить в марте 2020 года на Женевском автосалоне, однако проект был отменён из-за пандемии COVID-19. Об этом стало известно 3 марта 2020 года в сети Интернет.

## Технические характеристики
После Plus Six, Plus Four является второй моделью, разработанной на алюминиевой платформе Morgan «CX-Generation». Как и в случае с предшественником (+4), рама изготовлена из ясеня. Morgan Plus Four приводится в движение бензиновым двигателем BMW TwinPower объёмом 2,0 л (1998 см3), мощностью 190 кВт (255 л. с.) и крутящим моментом 350—400 Н⋅м (в зависимости от трансмиссии). Коробка передач — шестиступенчатая механическая или же восьмиступенчатая автоматическая. 

## Продажи в США
Компания Morgan объявила, что в 2025 модельном году Plus Four будет продаваться в двенадцати дилерских центрах компании в США. В соответствии с федеральным правилом «реплики автомобиля» (англ. «replica car») и Законом об исправлении наземного транспорта Америки (англ. Fixing America's Surface Transportation Act) продажи ограничены до 325 автомобилей в год в целях законного обхода федеральных правил безопасности. На американском рынке автомобили Morgan Plus Four продаются только с автоматической трансмиссией, так как механическая трансмиссия может потребовать другую калибровку в соответствии со стандартами выбросов Калифорнийского совета по воздушным ресурсам (англ. California Air Resources Board). Plus Four не поставляется в Канаду из-за правил омологации (англ. homologation rules).

## Галерея

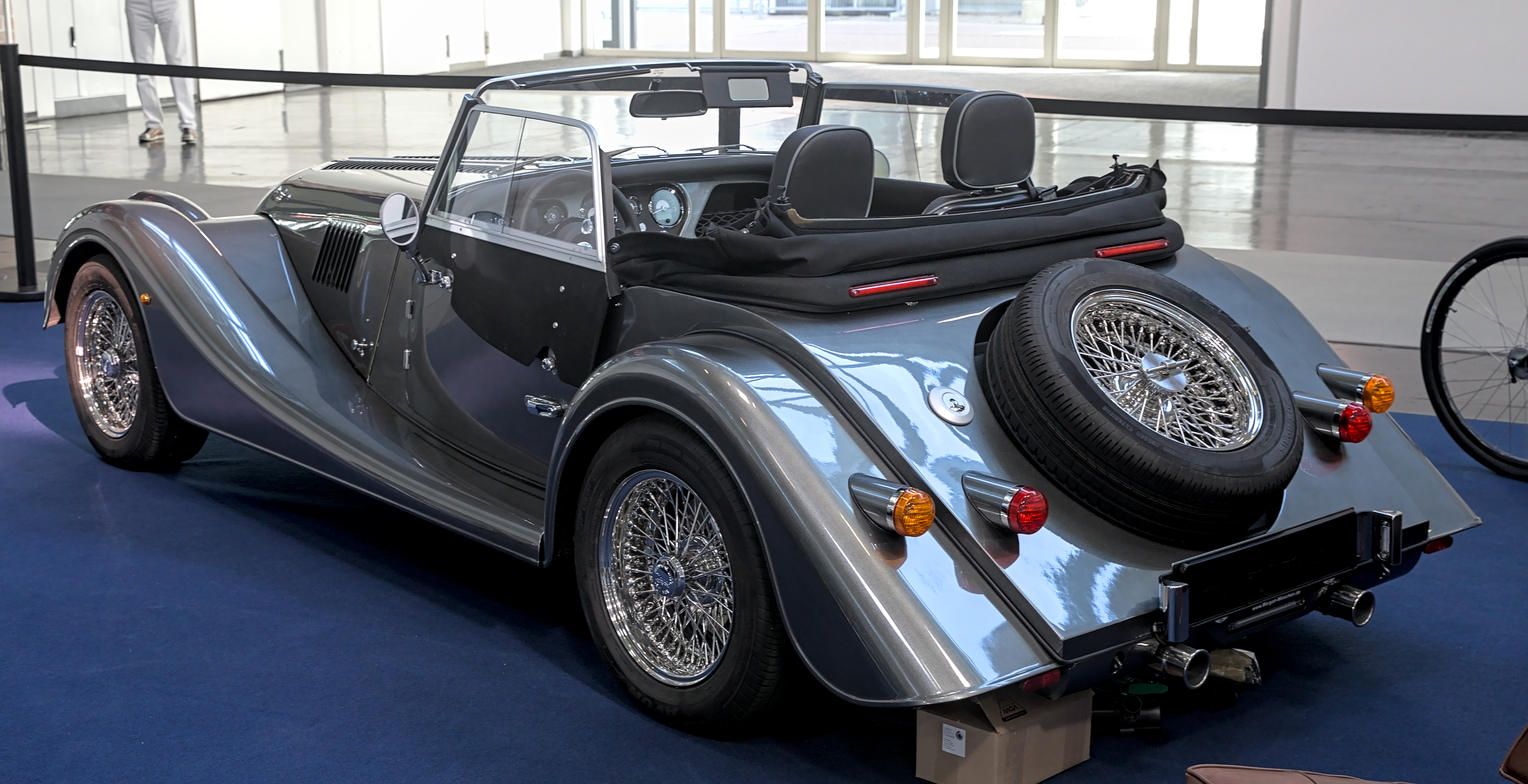
Вид сзади
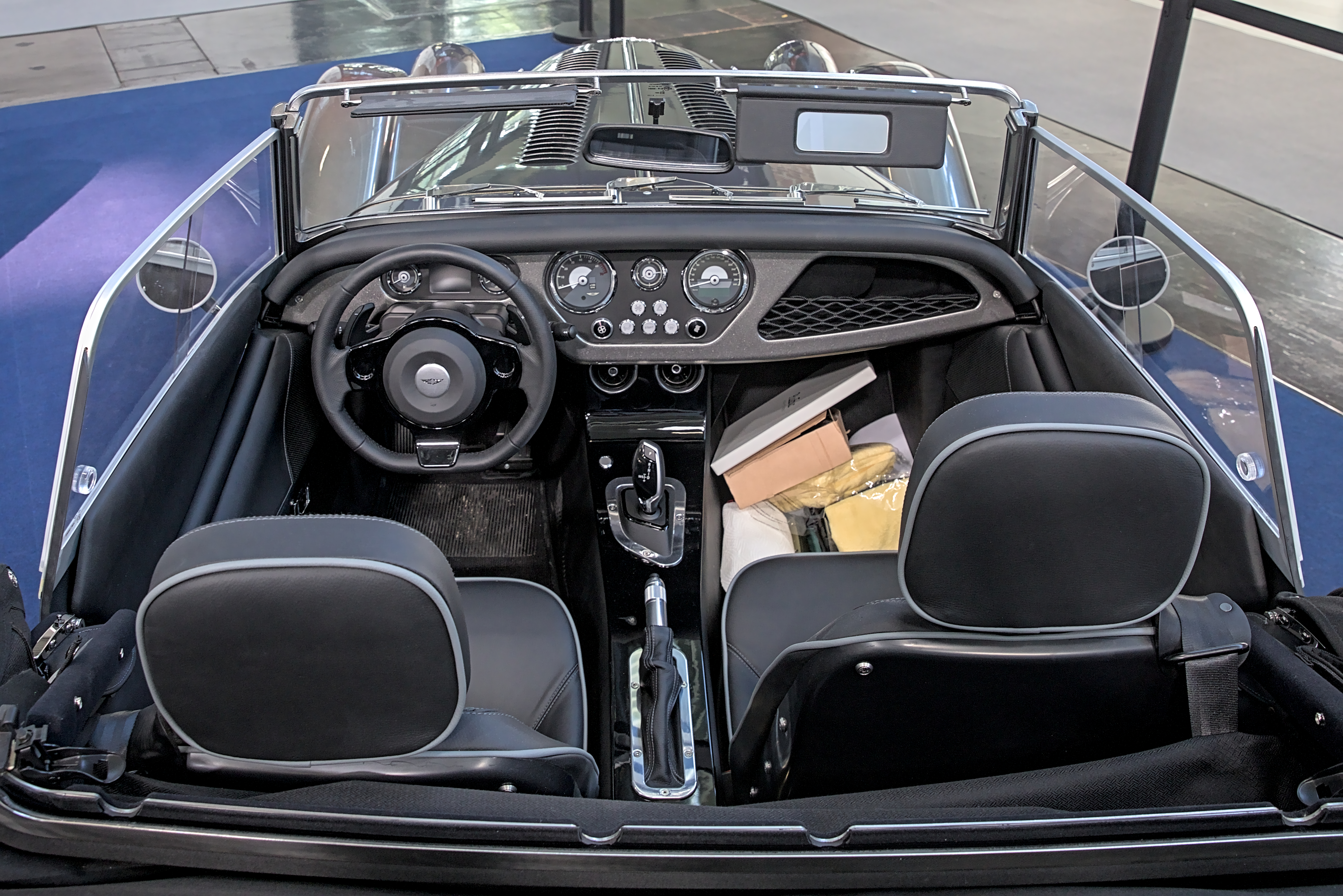
Интерьер